# Фадеев, Александр Иванович (инженер)
Алекса́ндр Ива́нович Фаде́ев (11 [23] марта 1857, Екатеринбург, Пермская губерния — 26 июня 1918, Екатеринбург, Пермская губерния) — горный инженер, управитель Режевского завода в 1894—1896 годах, управляющий Верх-Исетским горным округом в 1896—1908 годах.

## Биография
Родился 11 марта 1857 года в Екатеринбурге в семье купца 2-й гильдии Ивана Ивановича Фадеева и Натальи Ивановны, происходившей из купеческого рода Дмитриевых. Сестра Прасковья Ивановна, закончила гимназию с серебряной медалью и московские педагогические курсы. Брат Николай Иванович Фадеев.
Получил среднее образование в Екатеринбургском Алексеевском реальном училище, окончил Императорское Московское техническое училище в 1882 году с присвоением ему звания инженера-механика. По свидетельству Фёдора Фёдоровича Сыромолотова, в молодости участвовал в студенческих кружках.
После училища был командирован на предприятиях российской фирмы «Добров и Набгольц», затем служил техником на золотых приисках Верх-Исетского горного округа в 1891—1894 годах. Служил управителем Режевского завода в 1891—1896 годах. В это время в 1891—1894 годах построил воздушно-канатную дорогу, железнодорожный подъездной путь, ввёл полугазовые топки с подогретым дутьём в паровых машинах. После служил управляющим Верх-Исетским горным округом в 1896—1908 годах.
В июне 1899 года принимал участие в уральской экспедиции Д. И. Менделеева, предоставил материал для книги «Уральская железная промышленность в 1899 году».
В 1903 году входил в комиссию по сравнительному анализу уральского кровельного железа с аналогичным железом др. российских и заграничных заводов, для производства анализов изобрёл прибор для пробы листового железа на изгиб.
Совладелец фирмы «Фадемак» с 1908 года, один из учредителей фирмы «Южно-Уральские каменно-угольные копи» с 1908 года и завода стальных канатов «Сталькан» с 1916 года, директор «Ольгинской акционерной золотопромышленной компании» с 1909 года.
Являлся членом и председателем Совета съездов уральских горнопромышленников и золотопромышленников, биржевым старшиной Екатеринбургской товарной и горнопромышленной биржи, гласным Екатеринбургской городской Думы, членом Уральского областного военно-промышленного комитета, членом благотворительного общества Екатеринбургского комитета Красного Креста, членом общества попечения о начальном образовании в городе Екатеринбурге и его уезде, членом Уральского общества любителей естествознания с 1883 года.
30 мая 1918 года был арестован, находился в заложниках, расстрелян 29 июня 1918 года. Директор отделения Волжско-Камского банка Владимир Петрович Аничков вспоминал, что в газете «Известия Уральского Екатеринбургского областного совета рабочих, крестьянских и красноармейских депутатов» от 30 июня 1918 года было опубликовано объявление, в котором говорилось о том, что 29 июня в Екатеринбурге были расстреляны 19 заложников: «Сегодня ночью, как месть за взятого проклятыми чехами в плен и расстрелянного товарища комиссара Малышева, мы расстреляли из числа заложников двадцать буржуев».
Память
В музейно-выставочном центре «Дом Поклевских-Козелл» проходят лекции в память о купцах Фадеевых.

## Награды
За свои достижения был неоднократно награждён:
- 1897 — орден Святого Станислава III степени;
- 1903 — орден Святой Анны III степени;
- 1916 — орден Святого Владимира IV степени.